# ديوك مور
ديوك مور (بالإنجليزية: Duke Moore)‏ هو ممثل أمريكي، ولد في 15 يوليو 1913، وتوفي في 16 نوفمبر 1976 بهوليوود في الولايات المتحدة بسبب نوبة قلبية.

## أعمال

### أفلام
- (1959) الخطة 9 من الفضاء الخارجي[1][2]

## وصلات خارجية
- ديوك مور على موقع IMDb (الإنجليزية)
- ديوك مور على موقع ألو سيني (الفرنسية)
- ديوك مور على موقع أول موفي (الإنجليزية)
- ديوك مور على موقع قاعدة بيانات الأفلام السويدية (السويدية)
- ديوك مور على موقع قاعدة بيانات الفيلم (الإنجليزية)
- ديوك مور على موقع كينوبويسك (الروسية)